# Pascal Gigot
Pour les articles homonymes, voir Gigot (homonymie).
 (mars 2016).
Si vous disposez d'ouvrages ou d'articles de référence ou si vous connaissez des sites web de qualité traitant du thème abordé ici, merci de compléter l'article en donnant les références utiles à sa vérifiabilité et en les liant à la section « Notes et références ».
Pascal Gigot, né à Vesoul (Haute-Saône, France) le 4 janvier 1966, est un auteur-interprète, auteur pour la radio et la télévision,  animateur de radio et de télévision français.

## Carrière

### Auteur-interprète et animateur à la radio
Après avoir étudié en 1984 les métiers de la radio à l'ISCOM (École Robert Willar - Europe 1), Pascal Gigot débute en Bretagne en 1985 à Vannes (56) pour la radio locale 98,7FM  puis très vite sur RMC à Monaco en animant des émissions en soirée puis aux matinales (5 h 30 – 7 heures). 
Sous la présidence d'Hervé Bourges il participe en 1989 à Monaco à la création[source secondaire souhaitée] de MCM (chaîne de télévision) alors appelée "Monte-Carlo Musique" et présente un rendez-vous musical quotidien sur cette toute nouvelle chaîne de télévision. 
En 1991, il quitte Monaco et rejoint Nostalgie à Paris pour y animer les matinales durant 4 ans. 
Parallèlement à la radio, il participe alors en 1992 et 1993 à la SFP aux Buttes Chaumont, à la création de plusieurs programmes télévisuels destinés à mettre à l'honneur les chansons francophones au sein de l'Union Européenne[source secondaire souhaitée].
En 1994, il quitte Nostalgie et rejoint les équipes de Jean-Paul Baudecroux et Max Guazzini pour créer et coanimer durant 8 ans l'émission matinale : Le Festival Roblès sur NRJ de 6H à 9H.
Comédien, auteur de sketches et de chansons essentiellement parodiques, Pascal Gigot interprète également, durant ces huit saisons, plusieurs personnages humoristiques qui interviennent dans l'émission et participent à l'énorme succès de ce « morning ». Il y fait des parodies de chansons. Entre 1997 et 2001 ces parodies distribuées par Sony Music se placeront régulièrement dans le Top 10 des ventes en France métropolitaine. Durant cette période, les albums et singles s'écouleront à plus de 1 million d'exemplaires. Pascal Gigot quittera NRJ en 2001 au plus fort des audiences de la matinale pour rejoindre le groupe LV&CO de Gérard Louvin. 
En 2008, après avoir dirigé plusieurs antennes nationales, Pascal Gigot revient en radio dans le Groupe NRJ et anime sur Rire et Chansons. Il interprète aussi quotidiennement jusqu'en juin 2012 sur Rire et Chansons (dans la tranche matinale quotidienne de 6H-10H animée par Philippe Llado) l'un de ses personnages humoristiques récurrents Gilbert Mine diffusé sur Rire et Chansons. 
En 2013 il rejoint Lagardère Active et l'antenne de RFM pour coanimer de 6 heures à 9 heures du lundi au vendredi "Le Meilleur des réveils" en compagnie de Sandra Lou et Bruno Roblès. 
En septembre 2016, il est de retour sur Rire et Chansons pour animer la matinale alors produite par Cauet.

### Animateur et producteur à la télévision
Pascal Gigot est souvent présent à la télévision essentiellement sur TF1, dans des émissions dont certaines sont des premières parties de soirée.
À partir de 2005, il produit plusieurs séries d'émissions télévisées pour le Groupe Canal+ et anime également des rendez-vous d'interviews d'humoristes sur Comédie!, l'une des chaînes du groupe.  
Il présente en 2006 et 2007 plusieurs jeux dont La Carte Infernale sur JET, une chaîne du Groupe TF1. 
Durant cette période, Pascal Gigot crée et développe également plusieurs formats d'émissions télévisées ainsi que des formats courts d'humour[source secondaire souhaitée]. 
Entre 2008 et 2013 Pascal GIGOT est aussi concepteur artistique pour Lalla Laaroussa, l'un des grands prime-time de la première chaîne de télévision marocaine. A ce titre, il crée et finalise des jeux et des épreuves artistiques en langue française destinées à l'émission[source secondaire souhaitée].
Le 21 septembre 2016, il est annoncé qu'il intégrera l'équipe de Touche pas à mon poste ! sur C8 à partir d'octobre 2016, mais il décline l'invitation.

### Fonctions de direction
À partir de 2002, Pascal Gigot accède à la Direction des Programmes du groupe LV&CO de Gérard Louvin. Il occupe la direction générale des radios Voltage FM et MFM. 
En 2005 et 2006, il dirige et restructure Sport MX, radio francilienne destinée aux jeunes franciliens passionnés d'activités sportives et de musique.
De 2013 à 2016, il dirige le réseau des locales de RFM chez Lagardère Active. 
Durant ces trois ans et dans toute la France, en lien avec les Comités Territoriaux de l'audiovisuel Conseil supérieur de l'audiovisuel (France)  il initie et met en place de nombreux événements locaux destinés à promouvoir les jeunes artistes français.

### Ouvrages
En 2014, il publie chez First Éditions un nouveau livre d'humour  : Le Code de la Déroute, une parodie du code de la route.

### Distinctions et soutiens
Chevalier de l'Ordre des Arts et Lettres (27 mai 2023), Pascal Gigot est sociétaire définitif de la SACEM, membre de l'ADAMI, de la SACD, de la SOFIA et de l’UNAC .Il a reçu en 2013 la médaille de la SACEM pour l'ensemble de ses activités et pour ses créations musicales.